# 크레티앵 드 트루아
크레티앵 드 트루아(Chrétien de Troyes, 1130년경 - 1180년경)는 12세기의 프랑스 시인이다. 5편의 원탁 이야기를 썼으며, 중세 프랑스 문학의 궁정문학을 대표한다.

## 개요
1160, 1191년 사이에 샹파뉴와 플랑드르의 궁정에서 활약하였다. 최초로 오비디우스의 작품을 번안하였으나 후에 아더 왕 전설 등의 ‘브리타뉴 제재’의 이야기를 정리하여서 줄거리가 통하는 작품으로 만들어 명성을 얻었다. 크레티앵은 특히 결혼문제에 관심을 기울였다. 당시의 결혼은 정략(政略) 따위의 이해관계에 따르는 일이 많았기 때문에 부부간에 참다운 애정은 있을 수 없었으며 결혼생활은 성직자의 학문이나 기사의 무용과는 양립할 수 없다고 생각되어 있었다. 크레티앵은 이러한 생각을 비판한 것이다.
현재 5편의 작품이 남아 있다. 제1작은 결혼과 무용이 과연 양립할 수 있느냐 하는 문제를 취급한 <에렉과 에니드>(1170?)이며, 제2작의 <클리제스>(1176?)는 사랑하는 남성에 대한 여성의 절대적인 정절을 이야기하여 <트리스탄> 이야기에 대한 항의라고 말해지고 있다. 제3작 <랑슬로>(1177-1179?)는 보호자 마리 드 샹파뉴의 궁정에 있으면서 마리 왕비의 요청에 따라 쓴 것 같다. 왕비 그리에브르에 대한 기사 랑슬로의 굴욕적 사랑을 묘사하였다. 제4작은 무용과 결혼생활은 궁정풍 윤리를 지키면 양립할 수 있다는 주제의 <이뱅(yvain)>(1177-79?)이고 최후의 작품인 <페르스발(Perceval)>(1181 이후)은 종래의 궁정풍 인간의 이상상과는 달리 종교성을 중시한 새로운 이상상을 묘사하여 이후에 신비주의적 경향이 강한 ‘성배 (聖盃) 이야기’의 선구가 되었다.
크레티앵은 심리학자이면서 동시에 윤리학자로 항상 현실을 직시하고 있었다. 영웅적 행동을 칭찬하면서 절도있는 배려를 잊지 않고 궁정 취미를 분별하면서 애정에 의한 결혼의 변호도 게을리 하지 않는다. 정녕 평형을 유지한 고전적 작가이며 12세기 궁정풍 인문주의의 대표이다.